# Albrecht Michler

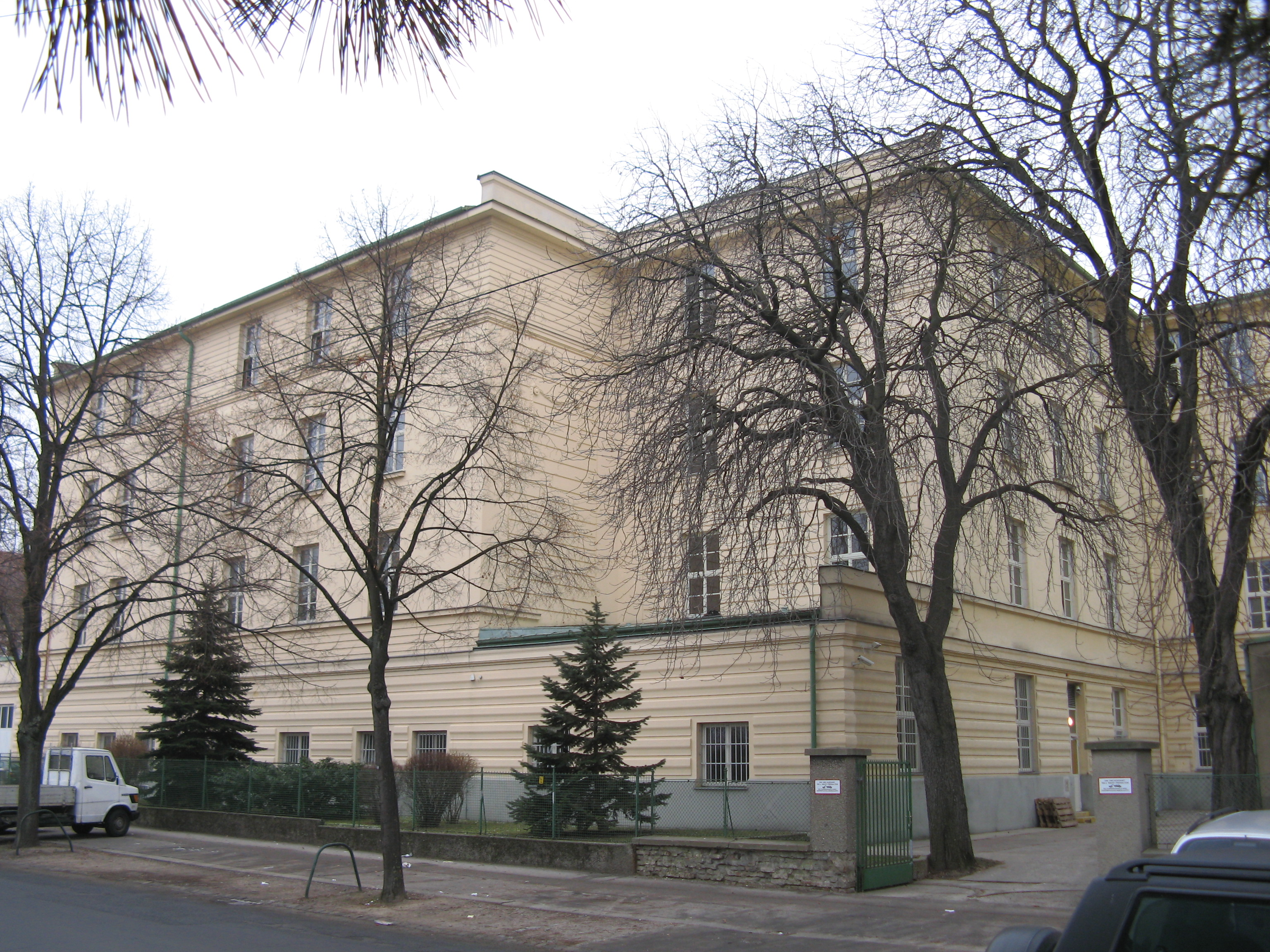
Ehemaliges Obdachlosenheim (1908), Kastanienallee 2, von Karl Krepp, Friedrich Mahler und Albrecht Michler

Albrecht Michler (* 8. November 1877 in Wien; † 25. März 1956 ebenda) war ein österreichischer Architekt und Stadtbaumeister.

## Leben
Albrecht Michler besuchte die bautechnische Abteilung der Staatsgewerbeschule in Wien, die er 1896 abschloss. Nach einigen Jahren als Bauzeichner studierte er von 1900 bis 1903 an der Akademie der bildenden Künste Wien bei Otto Wagner, wo er mit dem Mitschüler Friedrich Mahler enger zusammenarbeitete. Nachdem er 1905 die Baumeisterkonzession erlangt hatte, gründeten beide eine gemeinsame Firma, in die um 1910 auch Karl Krepp eintrat. Das Unternehmen war bis zum Ersten Weltkrieg erfolgreich tätig und konnte einige öffentliche kommunale Bauvorhaben verwirklichen. Nach dem Krieg scheint die Firma aufgelöst worden zu sein und Michler arbeitete alleine, wobei er sich nunmehr auf technische Projekte, wie den Straßenbau, Trockenlegungen und den Bau von Thermophor-Schornsteinen spezialisierte.

## Bedeutung
Albrecht Michler begann mit vielversprechenden Entwürfen, die auf eigenständige Weise die Ideen der Wagner-Schule verarbeiteten. Das einzige von Michler alleine verwirklichte Gebäude zeigt die für die Zeit typischen historistisch-secessionistischen Mischformen. Bei den von Krepp, Mahler und Michler gemeinsam errichteten Projekten ist heute der spezielle Anteil Michlers nicht mehr zu eruieren. Der Schwerpunkt seiner Tätigkeit verlagerte sich offensichtlich von der künstlerischen auf die technische Seite.

## Werke
- Ausführung des Wiener Frauenheims, Frauenheimgasse 2, Wien 12 (1906), zusammen mit Karl Krepp und Friedrich Mahler
- Asyl für Obdachlose, Kastanienallee 2, Wien 12 (1908), zusammen mit Karl Krepp und Friedrich Mahler
- Post- und Telegraphenamt, Taubstummengasse 7–9, Wien 4 (1909)
- Ausführung der Zentralberufsschule, Mollardgasse 87, Wien 6 (1909–1911), zusammen mit Karl Krepp und Friedrich Mahler
- Getreidespeicher (heute Hotel), Handelskai 269, Wien 2 (1911–1919), zusammen mit Karl Krepp und Friedrich Mahler
- Vergnügungspark Prater, Wien 2 (1921)